# Sonkád
Sonkád is een plaats (község) en gemeente in het Hongaarse comitaat Szabolcs-Szatmár-Bereg. Sonkád telt 717 inwoners (2001).